# Rose McIver
Rose McIver (rozená Frances Rose McIver, * 10. října 1988, Auckland, Nový Zéland) je novozélandská herečka. Filmovým debutem je film z roku 2009 Pevné pouto. Objevila se v několik novozélandských seriálech Xena: Warrior Princess, Hercules: The Legendary Journeys a Legend of the Seeker. Vedlejší roli získala v seriálu ABC Bylo, nebylo. Během let 2015 až 2019 hrála hlavní roli seriálu iZombie.

## Osobní život
Vyrostla v Titirangi se svým otcem Johnem Georgem Whitfield McIverem, fotografem, a její matkou Ann "Annie" (rozenou Coney), umělkyní. Má staršího bratra Paula McIvera, který se živí jako muzikant. Navštěvovala Avondale College, kde odmaturovala v roce 2006. Poté studovala na University of Auckland obor psychologie a lingvistika, ale školu nedokončila. V srpnu 2011 se nastěhovala se svým dlouhodobým přítelem Benjaminem Hoeksemou do Los Angeles.

## Kariéra
Ve dvou letech se začala objevovat v reklamách. Ve třech letech získala roli anděla ve filmu Piano. Pracovala na novozélandských televizních seriálech s fantasy tematikou jako Maddigan's Quest až po dramata jako Rude Awakenings. Také si zahrála v televizních filmech o Herculesovi a ve dvou Disney filmech Recept za milion dolarů v roce 2003 a Johnny Kaphala: Zpátky na prkně v roce 2007. Od března do prosince roku 2009 hrála v seriálu Power Ranger: RPM.
Filmový debut přišel s filmovou adaptací Pevné pouto, který měl premiéru ve Spojených státech 11. prosince 2009. Objevila se ve filmu Predicament, který měl premiéru v roce 2010.
Po přestěhování do Los Angeles se objevila ve filmu Light Years.. Vedlejší roli získala v seriálu stanice Showtime Mystérium sexu. V červenci 2013 bylo oznámeno, že získala roli Tinker Bell v seriálu stanice ABC Bylo, nebylo. V roce 2014 si zahrála roli Cathy Dollanganger v televizním filmu Petals on the Wind. V březnu 2014 bylo oznámeno, že získala hlavní roli v seriálu stanice CW iZombie. V roce 2017 si zahrála v netflixovém filmu Vánoční princ a jeho pokračování Vánoční princ: Královská svatba mělo premiéru v listopadu 2018. Třetí pokračování Vánoční princ: Královské dítě mělo premiéru v roce 2019.

## Filmografie

### Film
| Rok  | Název                             | Role               | Poznámky    |
| ---- | --------------------------------- | ------------------ | ----------- |
| 1993 | Piano                             | Anděl              |             |
| 1997 | Obnažené ženy mluví o svém životě | Sally              |             |
| 1998 | Flying                            | Josie              | krátký film |
| 2001 | Ozzie                             | Caitlin            |             |
| 2002 | Toy Love                          | Lucy               |             |
| 2007 | Knickers                          | Emily              | krátký film |
| 2008 | So Fresh & So Keen                | Sally Poste        | krátký film |
| 2009 | Pevné pouto                       | Lindsey Salmon     |             |
| 2010 | Predicament                       | Maybelle Zimmerman |             |
| 2010 | Dangerous Ride                    | Renee              | krátký film |
| 2012 | The Dinner Party                  | Heather "Rose"     | krátký film |
| 2013 | Blinder                           | Sammy Walton       |             |
| 2013 | Brightest Star                    | Charlotte Cates    |             |
| 2015 | Warning Labels                    | Jessie             | krátký film |
| 2015 | Queen of Carthage                 | Jane (hlas)        |             |
| 2015 | Coward                            | Ophelia            | krátký film |
| 2015 | The Answers                       | Paige              | krátký film |
| 2015 | Mattresside                       | Sue                | krátký film |
| 2017 | Vánoční princ                     | Amber Moore        |             |
| 2018 | Brampton's Own                    | Rachel Kinley      |             |
| 2018 | Vánoční princ: Královská svatba   | Amber Moore        |             |
| 2019 | Narcisy                           | Rose               |             |
| 2019 | Vánoční princ: Královské dítě     | Amber Moore        |             |

### Televize
| Rok             | Název                                        | Role                | Poznámky                        |
| --------------- | -------------------------------------------- | ------------------- | ------------------------------- |
| 1993            | Shortland Street                             | Holly               |                                 |
| 1994            | Hercules a Amazonky                          | Girl (Hydra)        | TV film                         |
| 1994            | Hercules v podsvětí                          | Ilea                | TV film                         |
| 1994            | Herkules a Minotaurovo bludiště              | Ilea                | TV film                         |
| 1995-97         | Herkules                                     | Ilea                | 2 díly                          |
| 1995            | Riding High                                  | Billy               |                                 |
| 1996            | City Life                                    | Sophie              |                                 |
| 1999            | Xena                                         | Daphne/Xena         | díl: „Little Problems“          |
| 2002            | Vraždy v Greenwich                           | Sheila McGuire      | TV film                         |
| 2002            | Nemocnice Mercy Peak                         | Gwyneth Couch       | díl: „Cruel to Be Kind“         |
| 2003            | P.E.T. Detectives                            | Genevieve           | díl: „Play It Again Evan“       |
| 2003            | Recept za milion dolarů                      | Hannah              | TV film                         |
| 2004            | Únos Sluneční panny                          | Jenny               | TV film                         |
| 2006            | The Amazing Extraordinary Friends            | Emily Rushmore      |                                 |
| 2006            | Maddigan's Quest                             | Garland             | hlavní role, 13 dílů            |
| 2007            | Rude Awakenings                              | Constance Short     | hlavní role, 11 dílů            |
| 2007            | Johnny Kaphala: Zpátky na prkně              | Valerie             | TV film                         |
| 2009            | Tajemství Pravdy                             | Alice               | díl: „Reckoning“                |
| 2009            | Power Rangers RPM                            | Summer Landsdown    | hlavní role, 32 dílů            |
| 2011            | Tangiwai                                     | Nerissa Love        | TV film                         |
| 2011            | Super City                                   | Candice             | vedlejší role, 6 dílů           |
| 2012            | Kriminálka Las Vegas                         | Bridget Byron       | díl: „Měla vlasy samou loknuô   |
| 2012            | Cassandra French's Finishing School for Boys | Cassandra French    | neprodaný televizní pilotní díl |
| 2013–2014       | Mystérium sexu                               | Vivian Scully       | vedlejší role, 9 dílů           |
| 2013–2014, 2017 | Bylo, nebylo                                 | Tinker Bell         | vedlejší role, 9 dílů           |
| 2014            | Lístky ve větru                              | Cathy Dollanganger  | TV film                         |
| 2014            | Play It Again, Dick                          | Skank with Attitude | vedlejší role, 5 dílů           |
| 2015–2019       | iZombie                                      | Olivia 'Liv' Moore  | hlavní role                     |
| 2017            | A Bunch of Dicks                             | Johnny              | skeč Funny or Die               |
| 2017            | DreamWorks Dragons                           | Atali (hlas)        | 3 díly                          |
| 2018            | I'm Sorry                                    | Elizabeth           | díl: „The Small of My Back“     |

### Divadlo
| Rok  | Název          | Role              | Divadlo                         |
| ---- | -------------- | ----------------- | ------------------------------- |
| 2003 | Arkádie        | Thomasina Coverly | Titirangi Theatre, Auckland     |
| 2008 | Blood Brothers | různé             | Peach Theatre Company, Auckland |
| 2010 | That Face      | Izzy              | Silo Theatre Company, Auckland  |
| 2019 | Key Largo      | Nora D'Alcala     | Geffen Playhouse, Los Angeles   |

### Videohry
| Rok  | Název       | Role       | Poznámky |
| ---- | ----------- | ---------- | -------- |
| 2017 | Access Code | Eve (hlas) |          |

### Hudební videa
| Rok  | Název                          | Umělec           | Poznámky |
| ---- | ------------------------------ | ---------------- | -------- |
| 2015 | „Demon Days (Do It All Again)“ | Wild Wild Horses |          |
| 2015 | „Ordinary Life“                | Wild Wild Horses |          |
| 2016 | „Heartlines“                   | Broods           |          |